# خوان كارديناس
خوان كارديناس (بالإسبانية: Juan Cárdenas)‏ هو رسام كولومبي، ولد في 1939 في بوغوتا في كولومبيا.